# Microtragulus
Microtragulus es un género extinto de pequeños mamíferos marsupiales que vivieron en el Mioceno y Plioceno en lo que ahora es Sudamérica.

## Especies
- - M. argentinus
    - Autor: Ameghino, 1904
    - Datos fósiles: Mioceno Superior,  Argentina.

  - M. bolivianus
    - Autor: Hoffstetter & Villarroel, 1974
    - Datos fósiles: Plioceno Inferior; La Paz.  Bolivia.

  - M. catamarcensis
    - Autor: (Kraglievich, 1931)
    - Datos fósiles: Mioceno Superior;  Argentina

  - M. reigi
    - Autor: Simpson, 1970
    - Datos fósiles: Plioceno Superior;  Argentina